# Internazionali di Tennis di Baviera 2018
Gli Internazionali di Tennis di Baviera 2018 (anche conosciuti come BMW Open by FWU per motivi di sponsorizzazione) sono stati un torneo di tennis giocato sulla terra rossa. È stata la 103ª edizione del torneo, facente parte dell'ATP Tour 250 nell'ambito dell'ATP World Tour 2018. Il torneo si è giocato al MTTC Iphitos di Monaco di Baviera, in Germania, dal 30 aprile al 6 maggio 2018.

## Partecipanti

### Teste di serie
| Nazione       | Giocatore             | Ranking* | Testa di serie |
| ------------- | --------------------- | -------- | -------------- |
| Germania      | Alexander Zverev      | 3        | 1              |
| Spagna        | Roberto Bautista Agut | 15       | 2              |
| Argentina     | Diego Schwartzman     | 17       | 3              |
| Corea del Sud | Chung Hyeon           | 19       | 4              |
| Italia        | Fabio Fognini         | 20       | 5              |
| Germania      | Philipp Kohlschreiber | 35       | 6              |
| Francia       | Gaël Monfils          | 41       | 7              |
| Giappone      | Yūichi Sugita         | 42       | 8              |

* Ranking al 23 aprile 2018.

### Altri partecipanti
I seguenti giocatori hanno ricevuto una wild card per il tabellone principale:
- Matthias Bachinger
- Yannick Hanfmann
- Casper Ruud

I seguenti giocatori sono entrati in tabellone come special exempt:
- Marco Cecchinato
- Yannick Maden

Il seguente giocatore è entrato in tabellone tramite il ranking protetto:
- Andreas Haider-Maurer

I seguenti giocatori sono passati dalle qualificazioni:

- Dustin Brown
- Marius Copil
- Martin Kližan
- Daniel Masur

### Ritiri
Prima del torneo
- Andrej Rublëv → sostituito da  Michail Kukuškin

Durante il torneo
- Dustin Brown

## Campioni

### Singolare
Alexander Zverev ha battuto in finale  Philipp Kohlschreiber con il punteggio di 6-3, 6-3.
- È il settimo titolo in carriera per Zverev, il primo della stagione.

### Doppio
Ivan Dodig /  Rajeev Ram hanno battuto in finale  Nikola Mektić /  Alexander Peya con il punteggio di 6-3, 7-5.